# Кимбап
Кимба́п (кор. 김밥) — популярное блюдо корейской кухни, представляет собой роллы, завернутые в сушеные прессованные листы «морской капусты» (김 ким), наполненные приготовленным на пару́ рисом (밥 пап), с добавлением начинки, нарезанной или выложенной полосками, обычно квашеных овощей, рыбы, морепродуктов, ветчины и омлета. К столу кимбап подают нарезанным кружочками, которые едят, взяв палочками и обмакнув в соевый соус с семенами кунжута.
Кимбап произошёл от японских роллов «футомаки», блюдо было заимствовано в период японского правления. От суши (суси) кимбап отличается тем, что рис почти не содержит уксуса, также в кимбап не кладут сырую рыбу.
Обычно кимбап употребляют на пикниках и вообще на улице, а также в качестве закуски, в этом случае кимбап подают с такуаном или кимчхи.

## Состав
Основной компонент кимбап — рис, его подсаливают, добавляют кунжутное или перилловое масло и начинку. В качестве начинки может использоваться рыба, мясо, яйца, овощи, всё это может быть как свежим, так и маринованным, варёным, запечённым. Популярные начинки — имитация крабового мяса, яйца, говяжьи рёбрышки, огурцы, шпинат, морковь, такуан.

## Разновидности

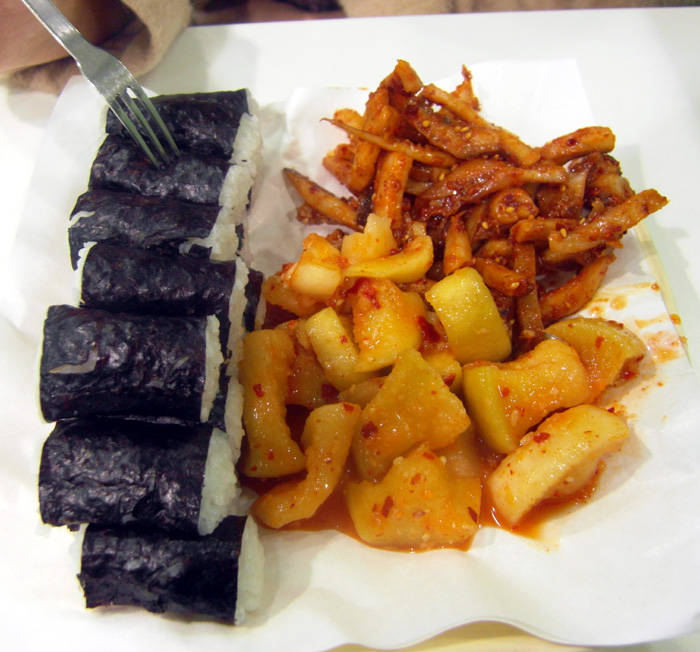
Чхунъму кимбап

Рис в кимбап обычно белый короткозёрный, однако из соображений полезности в XXI веке набрали популярность кимбап с коричневым рисом. Очень редко для кимбап используется клейкий рис.
Для приготовления кимбап ким высушивают, иногда поджаривают и приправляют маслом и солью, чаще просто поджаривают, а иногда оставляют сырым.
Кроме вышеперечисленных ингредиентов используется сыр, острый кальмар, кимчхи, колбаса, тунец. Сверху роллы могут быть посыпаны кунжутом. Кроме того, иногда кимбап мажут сырым яйцом и поджаривают.

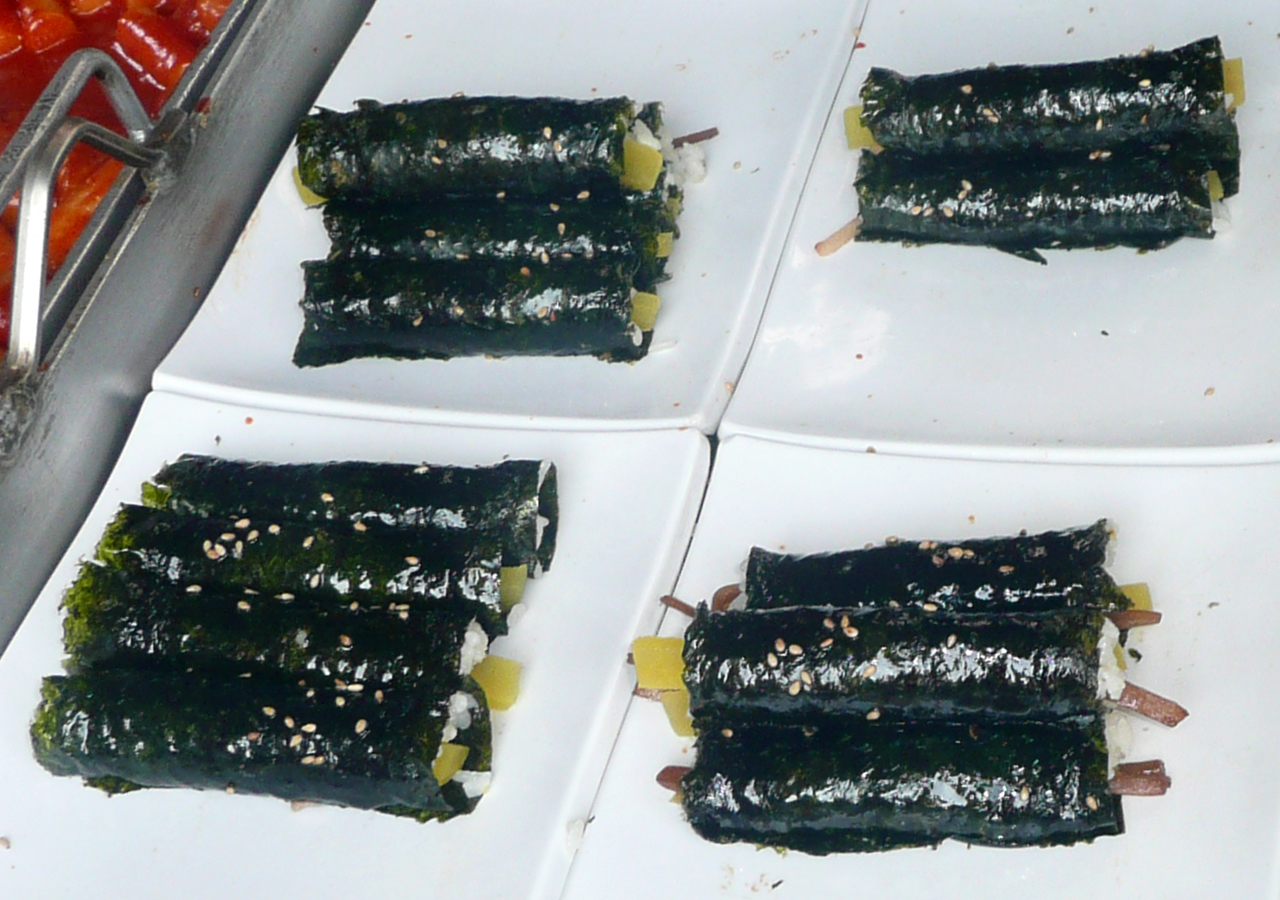
Кимбап на улице Сеула

Самгак кимбап (кор. 삼각김밥) — треугольные кимбап, которые продаются во многих универмагах Южной Кореи. Самгак кимпап также имеет много разновидностей.
Чхунму кимбап (кор. 충무김밥) — кимбап с одним только рисом. Происходит из города Чхунму. Чхунму кимбап тонкие и не поливаются маслом. Его обычно подают с ккольттуги мучхим (кор. 꼴뚜기 무침), маринованными и квашенными в острой жидкости с красным перцем маленькими осьминогами, а также му-кимчхи (кор. 무김치, кимчхи из дайкона).
Чхамчхи кимбап (кор. 참치김밥) — ещё один популярный вид кимбапа; его начиняют тунцом, маринованными листьями кунжута, майонезом и другими ингредиентами.

## Международное признание
Кимбап был признан одним из лучших ста корейских блюд для иностранцев. Канадское еженедельное издание straight.com посвятило кимбап статью «Korean Kimbap Rolls Out of Sushi’s Shadow», в которой сравнивало его с суси.

## Франчайз

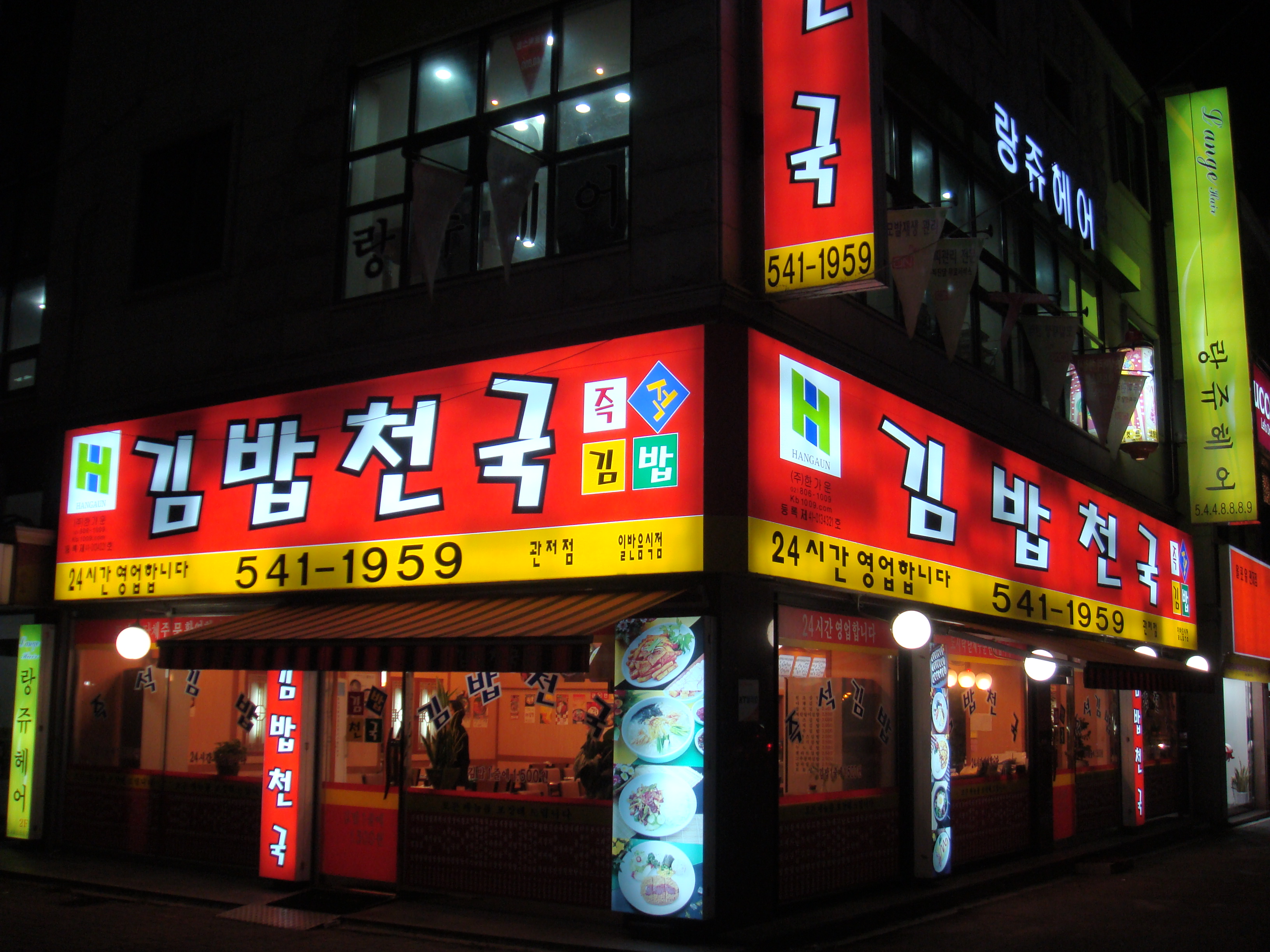
«Кимбапный рай» в Южной Корее

Многие южнокорейские сетевые рестораны быстрого питания предлагают посетителям кимбап и лапшу, причём разные заведения специализируются на совершенно разных видах кимбап. Некоторые из них: «Кимбапный рай» (кор. 김밥천국, кимбап чхонгук), Страна кимбапа (кор. 김밥나라, кимбап нара), Кимгане (кор. 김家네), Кимбап и спагетти (кор. 김밥과 스파게티, кимбап ква сыпхагетхи). В этих заведениях подают не только кимбап, но и другие блюда: тонкацу, рамэн, пибимпап, суп с тофу и другие блюда.